# Кох, Робин
Робин Кох (нем. Robin Koch; род. 17 июля 1996, Кайзерслаутерн, Рейнланд-Пфальц) — немецкий футболист, защитник франкфуртского «Айнтрахта» и национальной сборной Германии.

## Карьера
В возрасте пяти лет Кох начал заниматься в академии «Кайзерслаутерна». Позже семья Робина переехала в местечко Дёрбах, где он играл в местном клубе «Дёрбах». В 2009 году Робин перебрался в «Айнтрахт» из Трира.
В июле 2015 года вернулся в «Кайзерслаутерн», где поначалу играл за вторую команду «красных дьяволов» в Региональной лиге «Юго-Запад», а в октябре 2016-го дебютировал во второй Бундеслиге за основную.
В августе 2017 года Робин Кох перешёл во «Фрайбург». Впервые вышел на поле 22 октября 2017 года в 9 туре чемпионата Германии, заменив на 85-й минуте Филиппа Линхарта.
29 августа 2020 года подписал 4-летний контракт с английским клубом «Лидс Юнайтед» за 13 миллионов фунтов стерлингов. Он был подписан в качестве замены игрока в аренде, Бена Уайта, которого сочли слишком дорогим, чтобы подписать его на постоянной основе.
6 июля 2023 года перешёл в аренду в «Айнтрахт» (Франкфурт) до конца сезона 2023/24. 9 января 2024 года «Айнтрахт» объявил о переходе Коха на постоянной основе в конце сезона в статусе свободного агента.

## Карьера за сборную
Впервые был вызван в сборную Германии до 21 года 12 октября 2018 года.
9 октября 2019 года дебютировал за национальную сборную Германии в товарищеском матче против сборной Аргентины, выйдя в стартовом составе. 7 июня 2024 года был включён в состав на домашний чемпионат Европы.

## Семья
Отец Робина, Гарри Кох, в своё время играл за «Кайзерслаутерн», после завершения карьеры футболиста тренировал основную команду «SV Dörbach».